# Bro
För andra betydelser, se Bro (olika betydelser).

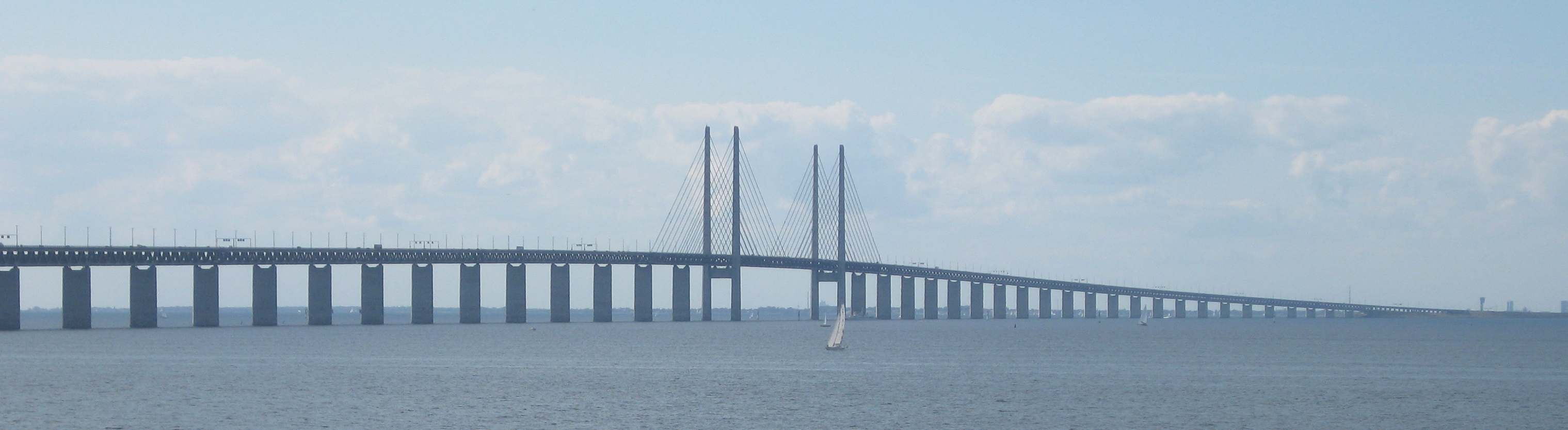
Öresundsbron som förbinder Malmö med Köpenhamn.

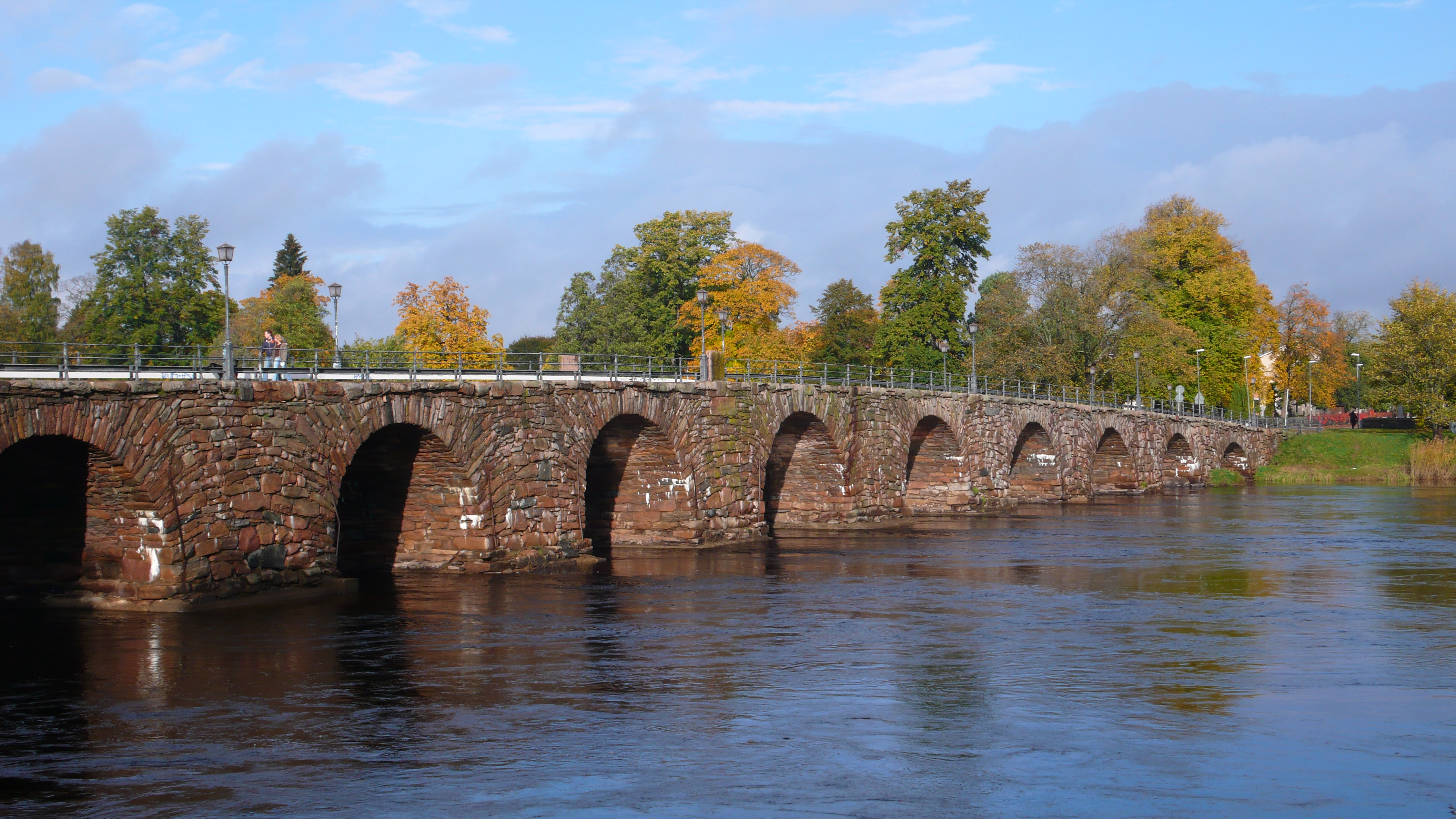
Östra bron i Karlstad.

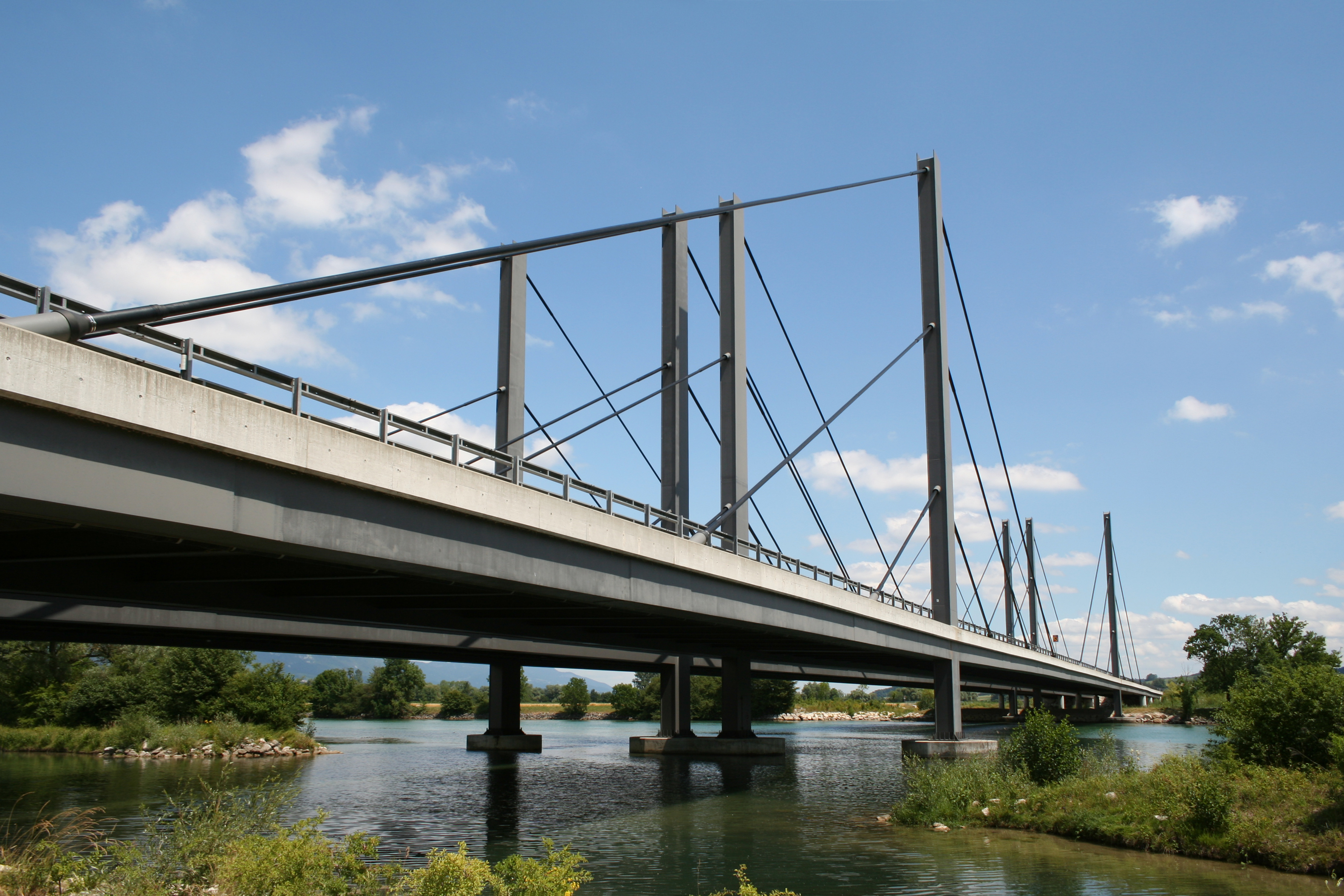
Motorvägsbro över floden Aare i Schweiz.

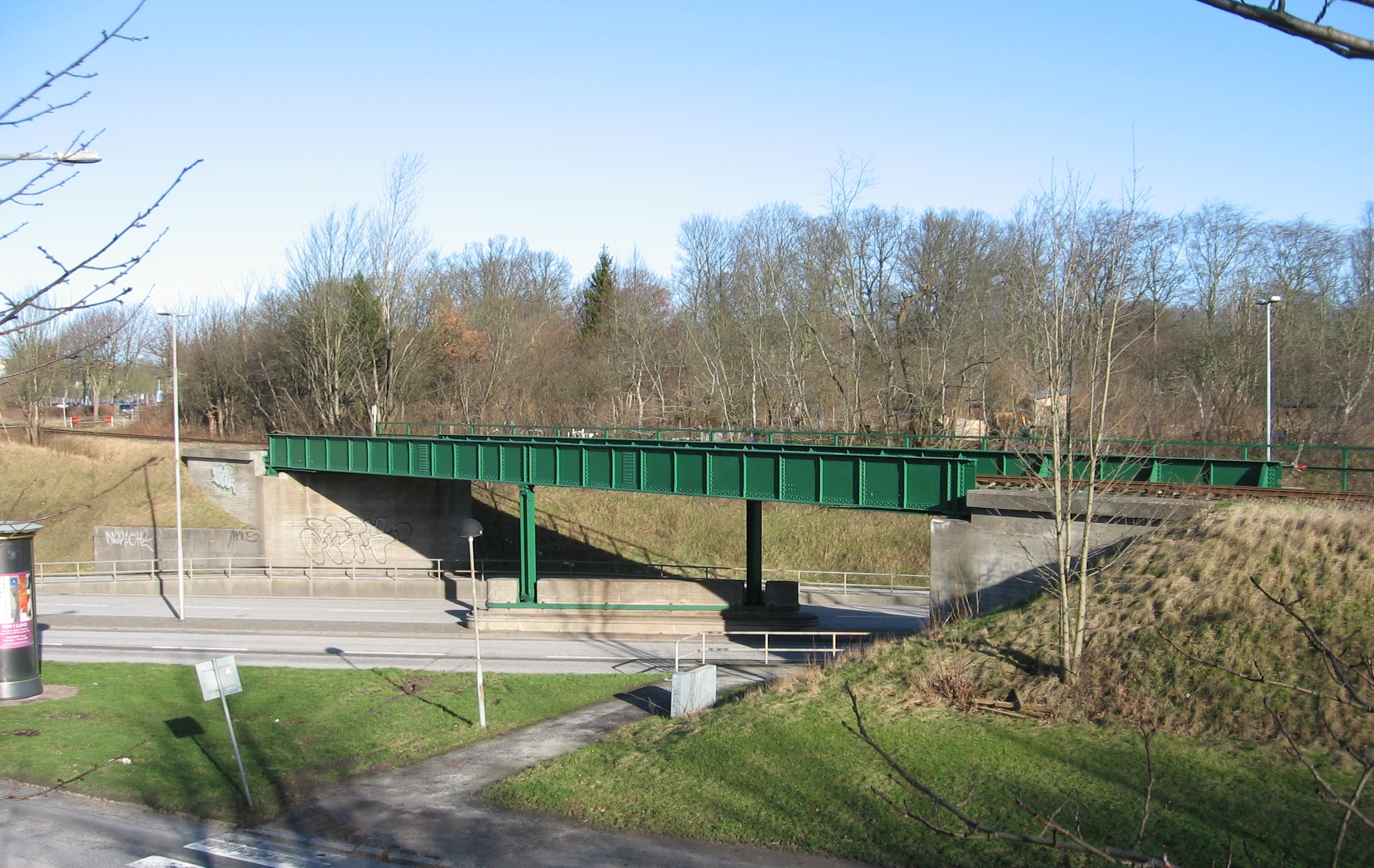
Nitad stålbalkbro för Lund-Trelleborgs järnväg över Ringvägen i Lund, byggd 1936.

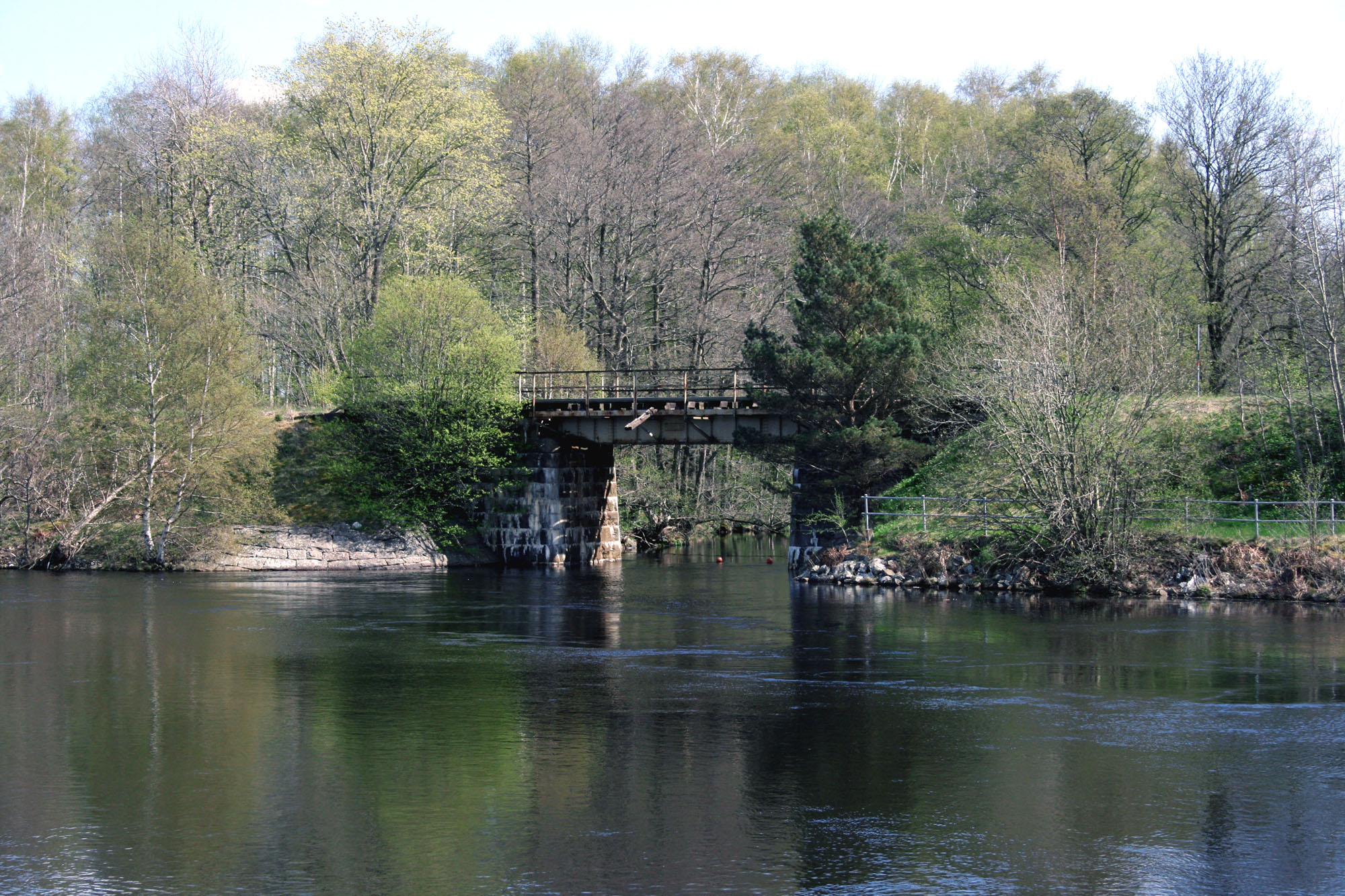
Övergiven järnvägsbro i Laholm.

En bro är ett byggnadsverk som leder en trafikled, till exempel väg, järnväg, kanal ("akvedukt") eller taxibana för flyg ("flygplansviadukt"), över ett hinder, såsom korsande väg, järnväg, vattendrag, dalgång eller ravin. En del broar är också byggda för fler än ett transportmedel som till exempel Öresundsbron som både har en motorväg och en järnväg. 
Svenska Trafikverket definierar en bro som en konstruktion där spännvidden i största spannet är 2 meter eller större; är spännvidden mindre kallas konstruktionen för en trumma. Sättningar uppstår när jordlagret pressas ihop och sjunker.

## Olika brotyper
Broar kategoriseras i huvudsak efter vilken typ av konstruktion de har. Men de kan också kategoriseras efter vilken användning de är ämnade för. Båda indelningarna behandlas nedan. Det finns sju huvudtyper av brokonstruktioner: balkbroar, konsolbroar, bågbroar, hängbroar, snedkabelbroar, fackverksbroar och valvbroar. Det finns även ett antal undertyper såsom pontonbro och flottbro.

### Balkbroar
Balkbroar är horisontella balkar som hålls uppe i ändarna av stöd. De första balkbroarna var enkla stockar som låg över bäckar, och liknande konstruktioner. Nuförtiden består balkbroar ofta av stålbalkar. Lasten från en balkbro förs ned i marken vertikalt via stöden, och i många fall behövs särskild förstärkning av jorden under stöden, för att undvika sättningar.

### Konsolbroar

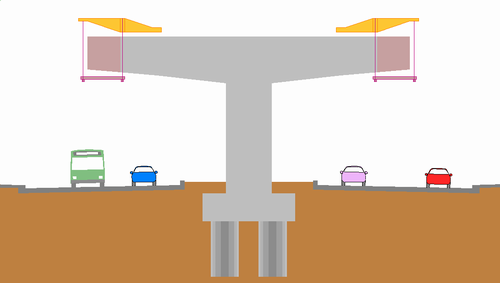
Principskiss över hur en konsolbro kan byggas.

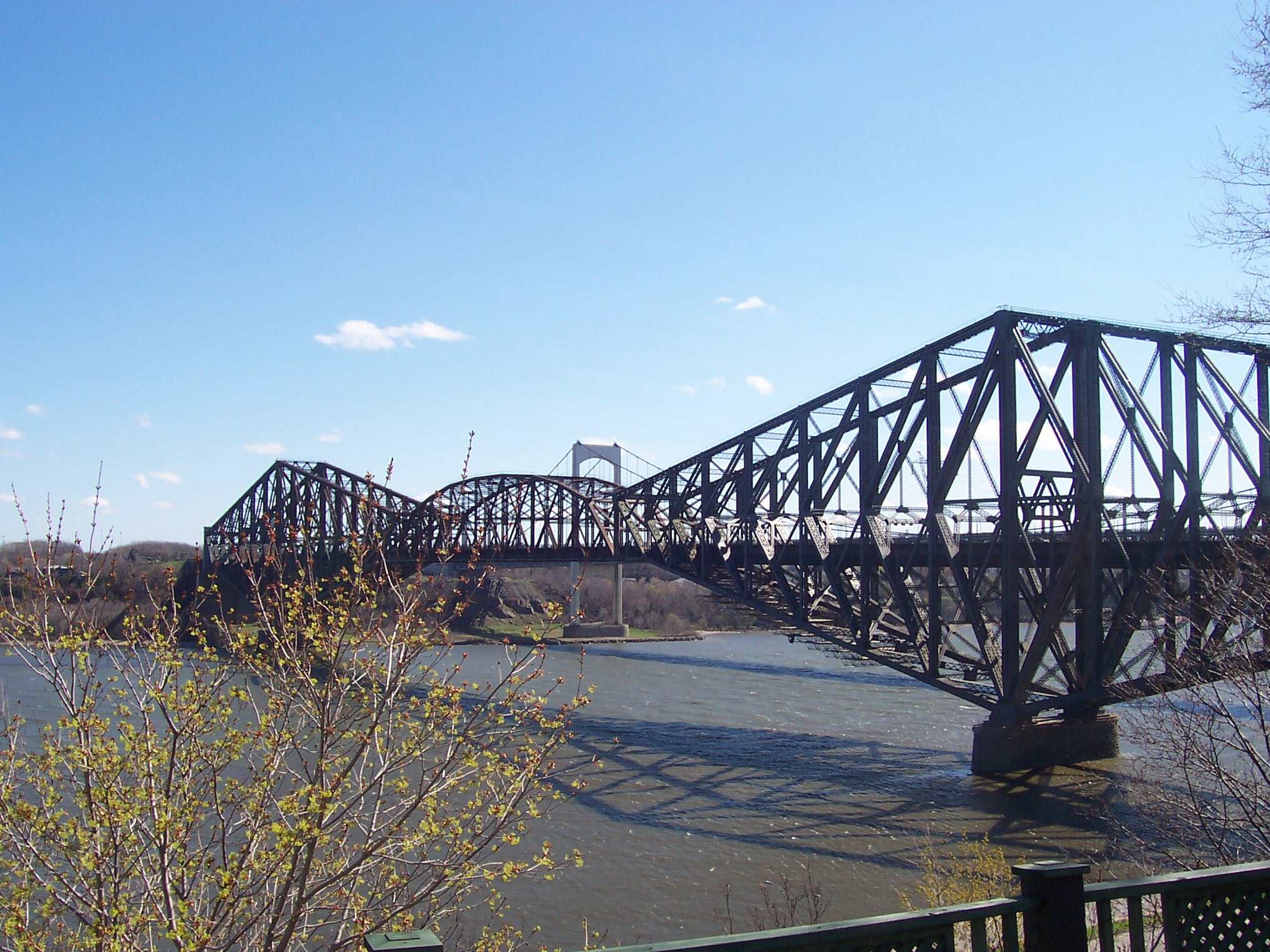
Québec Bridge i Kanada är både världens längsta konsolbro och världens längsta fackverksbro.

Konsolbroar byggs med konsoler; horisontella balkar som bärs upp endast i ena änden. Många konsolbroar använder två konsoler, en från varje stöd, som möts i mitten. Världens längsta konsolbro är Pont de Québec i Québec, Kanada. Lasten från en konsolbro förs ned i stöden både i form av en kraft rakt ned och ett moment kring stödet. Detta ställer högre krav på hållfastheten hos stödet än för till exempel balkbroar.

### Bågbroar

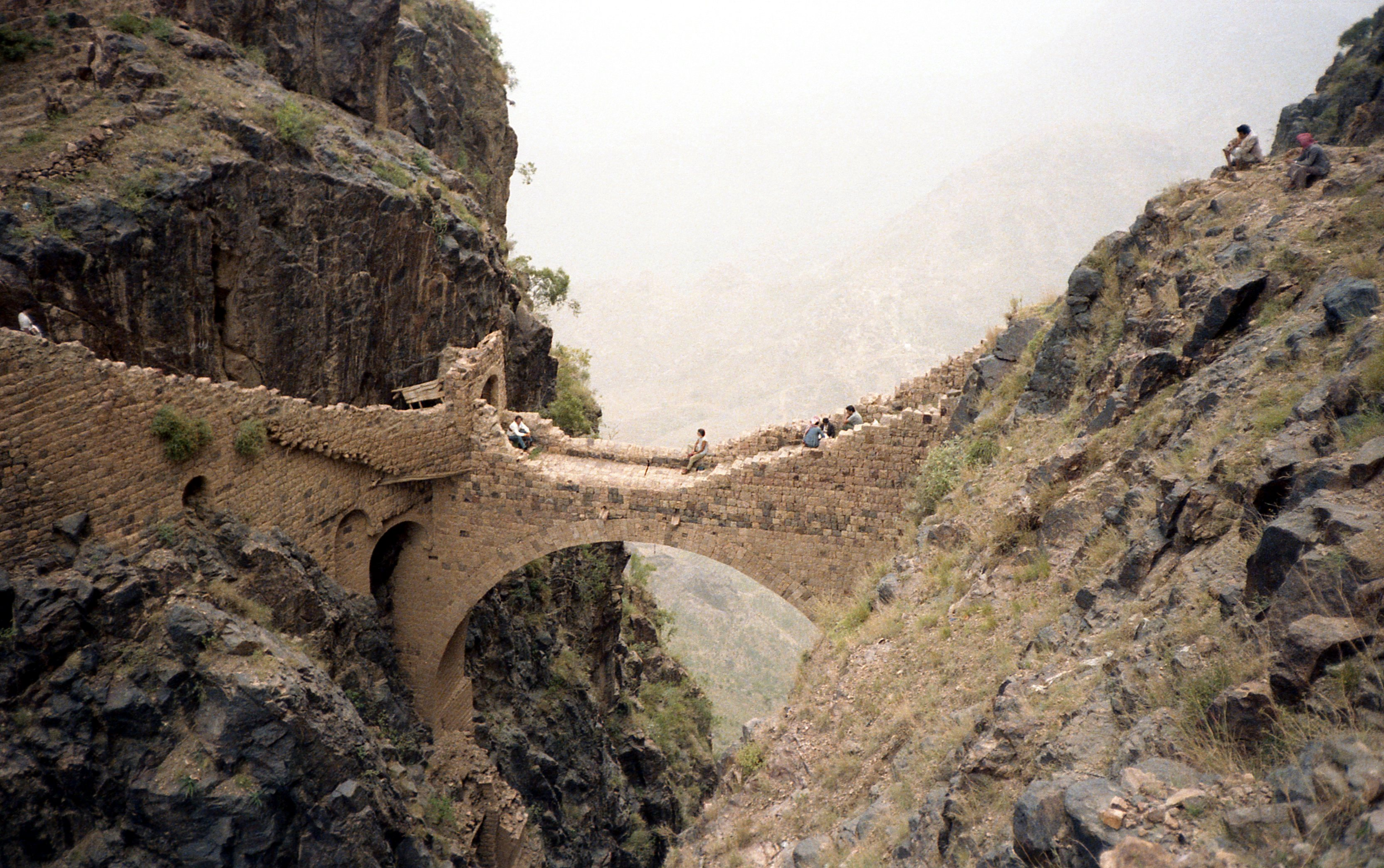
Bågbro av sten, i Shaharah, Jemen

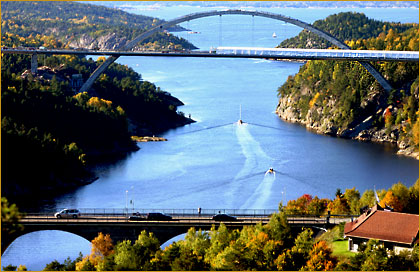
Svinesundsbron mellan Sverige och Norge är en stor bågbro

Bågbroar är bågformade och har landfästen i båda ändarna. Körbanan på äldre bågbroar ligger alltid ovanpå bågen, medan hos nyare (som Svinesundsbron, se bild) kan ha farbanan hängande under bågen. Lasten från en bågbro förs ned i landfästena i en riktning som motsvarar förlängningen av den riktning som bågen möter fästet. Här är det alltså fördelaktigt att kunna bygga bågen mellan två bergväggar.

### Hängbroar
Hängbroar hänger från kontinuerliga kablar. De äldsta hängbroarna konstruerades med rep eller rankor och bambu. I modern tid består kablarna av ett grovt knippe stålvajer som hänger över torn, eller pyloner. Lasten förs alltså vertikalt ned genom pylonerna. Vilket kräver välavvägd grundläggning av dessa. Världens längsta hängbro är Akashi Kaikyo Bridge i Japan. Världens mest kända hängbro är troligen Golden Gate-bron i San Francisco. En av Sveriges mer betydande hängbroar är Älvsborgsbron i Göteborg.

### Snedkabelbroar
Snedkabelbroar hålls likt hängbroar uppe av kablar. Men snedkabelbroar har flera kablar som är förankrade från olika höjder på pylonerna till olika platser på bron. Detta resulterar i att mindre mängd kabel går åt, och att pylonerna kan vara lägre Den första kända snedkabelbron designades år 1784 av C.T. Loescher. Den längsta snedkabelbron i världen är Sutong Bridge över Yangtze i Kina.

### Fackverksbro

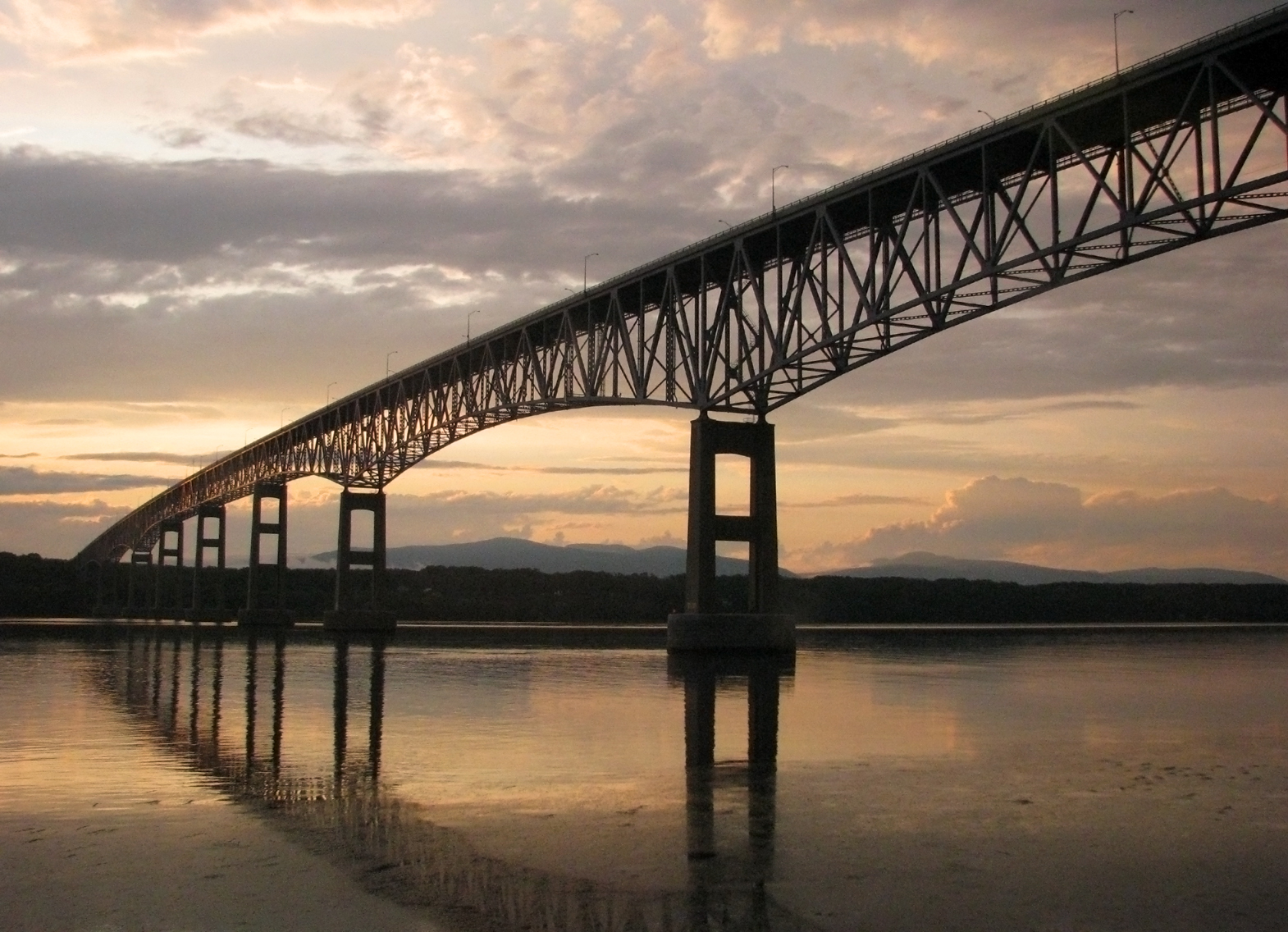
Kontinuerlig fackverksbro

Fackverksbroar byggs av fackverk av i huvudsak stål. De har en solid brobana som hålls uppe av ledat infästa balkar. Pont de Québec som nämns ovan är även världens längsta fackverksbro.

### Valvbro
En valvbro eller stenvalvsbro som den också ibland kallas är en gammal konstruktion. De nu äldsta bevarade broarna är gjorda på detta sätt. 

### Kategorisering efter användning
En bro konstrueras ofta för antingen tåg-, väg- eller gångtrafik, eller en kombination av dessa. En akvedukt är en bro för vatten, eller sjöfart och en viadukt är en bro som förbinder punkter med samma höjd i landskapet.
Vissa broar är belägna så att de både måste vara låga, för att möjliggöra särskilt trafik över dem, och höga, för trafik under. Detta brukar lösas genom att bron byggs öppningsbar (se animationer för olika öppningsmekanismer).
Över vattendrag med livlig båttrafik och där även den trafik som skall gå över bron är intensiv brukar man bygga högbroar med en segelfri höjd anpassad för båttrafiken. Sveriges kanske mest kända högbro är Öresundsbron med en segelfri höjd på 57 meter. 

Dragbro eller vindbrygga
Rullbro
Klaffbro
Vikbro
Lyftbro
Klaffbro
Sänkbro
Svängbro
Lyftbro
Rullbro
Tiltbro
Hängfärja

## Historia

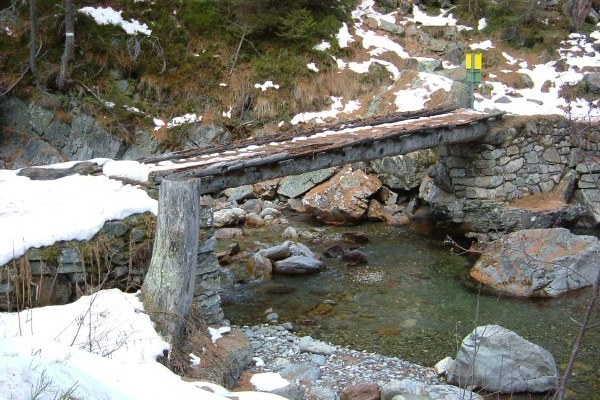
Spång.

De första broarna var trädgrenar eller plank och stenar som enkelt arrangerats för att man skulle kunna ta sig över hinder som vattendrag. Bågen användes första gången av romarna för broar och akvedukter, av vilka några än idag finns kvar. Cement användes av romarna som byggmateriel men försvann ur bruk och tegelsten blev vanligt. Repbroar, som är en enkel konstruktion, användes av inkacivilisationen i Anderna. Under den industriella revolutionen på 1800-talet utvecklades brokonstruktioner av järn. Med utvecklingen av stål och med Gustave Eiffels metoder kunde betydligt längre broar byggas.

## Broar i urval

### Europa
- Öresundsbron
- Millaubron (Europas högsta bro – 270 m)
- Europabron (Europas högsta bro – 190 m – när den byggdes 1960-1963)
- Moseldalsbron (Europas näst högsta motorvägsbro – 136 m – när den byggdes 1969-1972)
- Vasco da Gama-bron (Europas längsta bro – 17,2 km – belägen i Lissabon)
- Stora Bältbron (Europas längsta brospann – 1 624 m)[8]
- Tower Bridge

Se även Lista över broar i Sverige

### Nordamerika
- Brooklyn Bridge
- Golden Gate-bron (spann 1 280 m)[8]
- Lake Pontchartrainbron (näst längsta bron, 38,4 km)
- Verrazano Narrows Bridge

### Asien
- Akashi Kaikyo-bron (längst spann, 1 991 m)[8]
- Bang Na-motorvägen (längsta bron, 55 km)
- Tatarabron (längsta snedkabelbro, spann 890 m)[8]

### Oceanien
- Sydney Harbour Bridge (spann 503 m)[8]

## Akvedukter och flygplansviadukter
- Håverud
- Ljungsbro
- Arlandaleden
- Länsväg 273

## Planerade broar
Broar planerade av regeringar och myndigheter.
- Fehmarn Bält-förbindelsen
- Messinabron

## Föreslagna broar
Broar föreslagna av fristående organisationer, men inte regeringar.
- Kvarkenbron
- Gibraltarbron
- Berings sundsbron